# باندورائية ذرقية
باندورائية ذرقية (الاسم العلمي: Pandoraea faecigallinarum) هي نوع من البكتيريا، سلبية الغرام، تتبع جنس الباندورائيات.